# 菲尔黑伦博恩
菲尔黑伦博恩是德国莱茵兰-普法尔茨州的一个市镇。总面积8.57平方公里，总人口196人，其中男性100人，女性96人（2011年12月31日），人口密度23人/平方公里。